# Вервик-Сюд
Верви́к-Сюд (фр. Wervicq-Sud) — коммуна во Франции, регион О-де-Франс, департамент Нор, округ Лилль, кантон Ламберсар. Расположена в 15 км к северу от Лилля, на границе с Бельгией. Пограничная река Лис отделяет Вервик-Сюд от бельгийского города Вервик.
Население (2017) — 5 413 человек.

## История
Впервые город под названием Вировиакум появляется в Итинерарии Антонина и Пейтингеровой таблице III века. Он располагался в месте, где дорога из Турне в Кассель пересекала реку Лис. Здесь был построен форт, остатки которого сохранились до настоящего времени.
На протяжении веков город принадлежал графам Фландрским, а затем — королям Франции. В 1527 году по условиям Мадридского договора перешёл к Испании. В XVI веке Вервик-Сюд был крупнейшим центром производства табака в Европе.
Вервик-Сюд оставался в руках испанцев до 1667 года, когда по реке Лис была проведена новая граница между Францией и Бельгией, и весь левый берег Лиса стал частью французского департамента Нор.

## Экономика
Структура занятости населения:
- сельское хозяйство — 1,7 %
- промышленность — 29,5 %
- строительство — 7,1 %
- торговля, транспорт и сфера услуг — 39,4 %
- государственные и муниципальные службы — 22,2 %

Уровень безработицы (2017) — 14,9 % (Франция в целом — 13,4 %, департамент Нор — 17,6 %). 

Среднегодовой доход на 1 человека, евро (2017) — 21 860 (Франция в целом — 21 110, департамент Нор — 19 490).

## Демография
Динамика численности населения, чел.

## Администрация
Пост мэра Вервик-Сюда с 2020 года занимает Давид Эрман (David Heiremans). На муниципальных выборах 2020 года возглавляемый им правый список победил в 1-м туре, получив 81,49 % голосов.
| Период | Период | Фамилия            | Партия        | Примечания  |
| ------ | ------ | ------------------ | ------------- | ----------- |
| 1971   | 1983   | Антуан Фес         |               |             |
| 1983   | 1989   | Андре Деме         |               |             |
| 1989   | 1995   | Андре Браем        |               |             |
| 1995   | 2001   | Жорж Стразель      |               |             |
| 2001   | 2020   | Жан-Габриэль Жакоб | Разные правые |             |
| 2020   |        | Жозеф Лефевр       | Разные правые | Давид Эрман |

## Города-побратимы
- Рётген, Германия